# Léon Bouchaud
Pour les articles homonymes, voir Bouchaud.
 (février 2021).
Léon Prudent Bouchaud, né à Nantes le 3 juillet 1817 et mort dans la même ville le 14 juillet 1868, est un peintre et inventeur français.

## Biographie
Léon Bouchaud est issu d'une vieille famille nantaise, dont certaines branches se sont installées à Saint-Domingue (Bouchaud de la Forestrie) et à l'Île Maurice. Il est le petit-fils de Jean Gabriel Bouchaud, sieur de La Roulière, maire de Mouzillon de 1801 à 1807, ainsi que le frère de l'avocat Camille Bouchaud, maire de Paulx.
Bachelier en droit en 1841, membre de la Garde nationale en 1842, licencié en droit le 10 mars 1843, on connaît peu de choses des débuts de Léon Bouchaud. Partageant sa vie entre Nantes et Paris, il est membre de l’archiconfrérie de Notre-Dame des victoires en 1841 et contribue à la réédification de la basilique Saint-Nicolas de Nantes en 1841. Le 19 septembre 1842, il entre à l’École des beaux-arts de Paris dans l’atelier de Michel Martin Drolling, puis dans celui du peintre orientaliste Prosper Marilhat.
Il accompagne sa mère et son frère Camille aux États-Unis en 1844. Le voyage dure 45 jours pendant lequel Léon Bouchaud aura le temps d’apprendre l’anglais et de participer à la manœuvre en tant que matelot. On peut suivre, escale après escale, le périple des trois personnages d’après les curiosités qu'ils ont apportées — aujourd’hui dispersées dans la famille — ou par des objets souvenirs qu’on  souvient avoir vu autrefois : une calebasse gravée (œuvre d’un bagnard) présentant un petit vapeur « souvenir de Saint Laurent du Maroni » en Guyane, un daguerréotype représentant « La Savane » à Fort-de-France, plusieurs autres vues effectués sur la côte-est des États-Unis : Charleston et New-York. De son passage au Canada il rapporte un canoë indien en écorce de bouleau cousue et un hamac en fibre provenant des tribus Iroquois de la région du lac des Deux Montagnes.
De retour en France, il quitte Marseille en mai 1847 pour effectuer « le Tour » en Italie. Étant en juin à Florence, il effectue de nombreuses copies des maîtres italiens et prélève des calques directement sur les fresques. Il y apprend la composition picturale à la suite de quoi il décorera en France la chapelle du Ponceau (Maine-et-Loire). 
De nouveau de retour en Italie avec un séjour à Capri en juillet 1850, il y rencontre Henri Harpignies et doit y séjourner plus longtemps que prévu, selon son compagnon de route Alfred de Curzon « attendant de l’argent pour payer son hôte ». Ce dernier le décrivant comme « fort inventif mais peu habile, n’ayant commencé que tard ses études pour la peinture ; très fort sur les procédés de peinture il avait fait une fresque de l’atelier de Brillaurin pour lui montrer sa façon d’opérer ».
En 1851, il est à Rome où il effectue de nombreuses aquarelles de qualité, sous la direction de Jean Alaux. Sur le terrain et devant les mêmes motifs que lui, il rencontre photographes pionniers de l’École romaine. Il y apprend la technique du calotype avec Frédéric Flachéron. 
La même année à Capri, il rencontre Jean-Baptiste Camille Corot avec qui il lie amitié. Il y acquiert des calotypes du photographe italien Giacomo Caneva. Séduit par la nouveauté de ces images, Bouchaud réalise à son tour quelques prises de vue mais est vite découragé par ce procédé chimique trop astreignant. 
À Capri, Léon Bouchaud reprend ses pinceaux d’aquarelliste tout en ayant fréquemment recours la chambre claire pour ses mises en page et ses dessins de paysages. Il en sert avec une grande habileté. Cependant, l’appareillage est lent à installer et le dessin qu’il en tire n’a pas la spontanéité du dessin à main levée. Les amis peintres qui « [l']accompagnent le charrient en faisant remarquer que son appareillage est enfin installé lorsque chacun s’apprête à aller souper[réf. nécessaire] ! » Pour approfondir la connaissance de l’italien et régler ses frais d’hébergement, Bouchaud remplace un machiniste dans un théâtre de Capri.  
Le 25 novembre 1854, Léon Bouchaud épouse Hermance Le Beuf, originaire des Marches angevines de la Bretagne.
Touche à tout, Bouchaud s’intéresse à la mécanique à diverses périodes de sa vie. Peut-être est il l’un des initiateurs de deux améliorations importantes sur la bicyclette, très en vogue jadis dans l'ouest sous le nom de dragonne. En l’occurrence, il invente « une manivelle à pied » qui aide à propulser l’engin, l'ancêtre de la pédale. Puis il préconise l’inclinaison sur la verticale de la fourche qui retient la roue avant, mettant le cycliste à l'abri d’une culbute par-dessus le guidon en cas de freinage brutal.
Le peintre-voyageur poursuit ses recherches inventives en mettant à l’étude un système d’écluse, puis réalise les maquettes de deux bateaux à roues-aubes mues par la vapeur. Plus simplement, il tente enfin de mettre au point un bateau à remonter au vent qui utilise une éolienne transmettant, par un système de pignons coniques et de cardans, son mouvement à une hélice sous-marine. La maquette navigante à double-coques offre cependant une trop grande prise au vent pour être opérationnelle. Elle termine son existence au fond du grand bassin des Tuileries à Paris.
En 1863, Léon Bouchaud séjourne au Croisic avec Jean-Baptiste Camille Corot. Il existe deux toiles répertoriées, dont le logis de Kerbiemze sur la Grand'Place (aujourd’hui Place de Dinan), ainsi qu'un dessin d'une vue de la campagne guérandaise. 
Il expose au Salon de Paris entre 1846 et 1868. Excellent aquarelliste, le musée des Beaux-Arts de Nantes conserve de lui un Portrait de l'auteur à l'huile exécuté en 1848. 
Membre de la Société des artistes français en 1867, il s’usa, rapporte-t-on, au travail et meurt le 14 juillet 1868. Il habite alors au 16, rue Jean-Jacques-Rousseau à Nantes et est enterré dans cette ville au cimetière Miséricorde. Dès son décès, on rapatrie une grande partie de son œuvre au logis de la Bernardière à Saint Herblain, ainsi que les bateaux, les vélocipèdes et de nombreuses aquarelles exécutées en Bretagne, à Florence 1849, à Gêne et Capri 1851, puis à Rome. On y rapporte également les calques et les études prélevées sur les fresques italiennes et le lot des calotypes, tirés sur papiers salés, acquis de ses amis photographes.

## Œuvres dans les collections publiques
- Clisson, église de la Trinité : deux huiles sur toiles.
- Le Ponceau (Maine-et-Loire), chapelle : peinture murale.
- Nantes, musée des Beaux-Arts : Portrait de l'auteur, 1848, huile sur toile[4].